# 童家镇 (乐山市)
童家镇，是中华人民共和国四川省乐山市市中区曾经下辖的一个镇。2019年12月，撤销童家镇，将原童家镇所属行政区域划归白马镇管辖。

## 行政区划
童家镇撤销前下辖以下地区：
童家场社区、红光村、童家村、光明村、农甫村、开化村、棉花村、胜西村、红旗村、毛家堰村、建设村、凤凰村和朝阳村。